# Ammannia muelleri
Ammannia muelleri är en fackelblomsväxtart som först beskrevs av Hewson, och fick sitt nu gällande namn av S.A.Graham och Gandhi. Ammannia muelleri ingår i släktet Ammannia och familjen fackelblomsväxter. Inga underarter finns listade i Catalogue of Life.